# Ванашимахи (Буйнакский район)
Ванашимахи (дарг. Ванашимахи в пер. «вана» — тёплый, «шин» — вода, «махьи» — хутор) — село в Буйнакском районе Дагестана. Входит в состав сельского поселения «Сельсовет „Карамахинский“».

## Географическое положение
Расположен в 25 км к юго-востоку от районного центра города Буйнакск.

## Население
| 1926 | 1939 | 1970 | 1989 | 2002 | 2010 | 2021 |
| ---- | ---- | ---- | ---- | ---- | ---- | ---- |
| 380  | ↘212 | ↗354 | ↘311 | ↗481 | ↘281 | ↘237 |

Национальный состав
По данным Всероссийской переписи населения 2010 года 100 % населения села составляли даргинцы.

## История
В 1997 году Карамахи становится одним из центров ваххабизма и не подчиняются российским властям. Российский контроль над селом был восстановлен в результате спецоперации вооружённых сил в сентябре 1999 года.